# Fridolinskirche
Fridolinskirche oder St.-Fridolin-Kirche ist der Name mehrerer Kirchen, die das Patrozinium des Missionars und Heiligen Fridolin von Säckingen tragen. Diese sind vor allem im süddeutschen Raum, aber auch in Frankreich und der Schweiz anzutreffen.

## Standorte
Fridolinskirchen gibt es unter anderem in folgenden Orten:
Deutschland:
- Fridolinskapelle (Bad Krozingen)
- Bad Säckingen, Baden-Württemberg: Fridolinsmünster
- Bettmaringen, Baden-Württemberg: St. Fridolin (Bettmaringen)
- Freiburg im Breisgau, Baden-Württemberg: Fridolinskapelle (Freiburg im Breisgau), erbaut 1560
- Häusern, Baden-Württemberg: St.-Fridolin-Kirche (Häusern)
- Lörrach, Baden-Württemberg: St. Fridolin (Lörrach)
- Löffingen-Reiselfingen, Baden-Württemberg: St. Fridolin (Reiselfingen)
- Stühlingen, Baden-Württemberg: Fridolinskirche (Stühlingen)
- Ustersbach, Bayern: St. Fridolin (Ustersbach), gilt als die östlichste Fridolinskirche
- Zell im Wiesental, Baden-Württemberg: St. Fridolin (Zell im Wiesental)

Frankreich:
- Haselbourg, Lothringen: St. Fridolin (Haselbourg)
- Mülhausen, Elsass: St. Fridolin (Mülhausen)

Liechtenstein:
- Ruggell: Pfarrkirche Ruggell

Österreich:
- Rankweil, Vorarlberg: Fridolinskapelle mit Fridolinsstein in der Liebfrauenbergkirche

in der Schweiz:
- in Glarus: St.-Fridolin-Kirche (Glarus)